# Paprika Steen
Kirstine Steen, detta Paprika (Frederiksberg, 3 novembre 1964), è un'attrice e regista danese meglio conosciuta per le sue interpretazioni nei film Festen - Festa in famiglia, Idioti, Mifune - Dogma 3 e Open Hearts.
Steen è stata la prima attrice danese dopo Karin Nellemose nel 1994 a vincere sia come migliore attrice protagonista (con il film Okay) che come migliore attrice non protagonista (con il film Elsker dig for evigt) nello stesso anno al festival Robert, l'equivalente danese degli Oscar.

## Biografia
Kirstine è figlia del musicista e direttore d'orchestra Niels Jørgen Steen e dell'attrice Avi Sagild. È la sorella del musicista e attore Nikolaj Steen. Fece domanda alla Scuola di recitazione del Teatro di Odense 13 volte prima di essere accettata e frequentarla dal 1988 al 1992. Steen si è esibita sul palco nelle produzioni del Dr. Dante ed è stata parte dell'organico del Teatro reale danese dal 1997. Nel 1997 ha scritto e recitato nella commedia satirica serie televisiva Lex & Klatten. Nel 1998 Steen è diventata una partecipante attiva del movimento cinematografico Dogma 95 come unico interprete ad apparire nei primi tre film: Idioti di Lars Von Trier, Festen - Festa in famiglia di Thomas Vinterberg e Mifune - Dogma 3 di Søren Kragh-Jacobsen.
Steen ha vinto il suo primo premio Bodil come migliore attrice non protagonista nel 2000 per Den eneste ene. Nel 2002 Steen ha vinto il premio Bodil, il premio Robert e il Gran Premio della Giuria dell'American Film Institute per il suo ruolo da protagonista nel film Okay. Lo stesso anno ha anche vinto i premio Bodil e il premio Robert come migliore attrice non protagonista in Elsker dig for evigt (Open Hearts).
Steen ha esordito alla regia nel 2004 con la tragedia Lad de små børn... sul trauma emotivo di una giovane coppia dopo la morte della figlia. Il film ha ricevuto premi in diversi festival cinematografici, tra cui il Lübeck Nordic Film Days e il Film by the Sea International Festival. Nel 2007 Steen ha diretto il suo secondo lungometraggio, la commedia Til døden os skiller.

## Vita privata
Steen è sposata con il produttore Mikael Rieks da cui si è divorziata nel 2013. Ha un figlio, Otto Leonardo Steen (2000).

## Filmografia parziale
- Lex & Klatten - serie TV (1997)
- Festen - Festa in famiglia (1998)
- Idioti (1998)
- Mifune - Dogma 3 (1999)
- Den eneste ene (1999)
- Okay (2002)
- Open Hearts (2002)